# Michele Scarponi
Michele Scarponi (født 25. september 1979 i Iesi - død 22. april 2017 i Filottrano) var en italiensk professionel landevejscykelrytter, der fra 2014 og frem til sin død kørte for XDS Astana Team. Fra 2002 til 2014 kørte han for Acqua & Sapone-Cantina Tollo, Domina Vacanze, Würth, Acqua & Sapone-Caffè Mokambo, Androni Giocattoli og Lampre-Merida.
Hans største triumf var sejren i Giro d'Italia 2011.
I marts 2009 vandt han en etape og den samlede sejr i Tirreno-Adriatico. Maj 2009 vandt han 6. etape af Giro d'Italia.

## Suspendering
8. maj 2007 indrømmede Scarponi at han havde været involveret i Operación Puerto. Som en følge af dette blev han udelukket i 18 måneder. Efter at han var færdig med sin suspension, kørte han fra 2008 til 2010 for Diquigiovanni-Androni, inden han i 2011 skiftede til Lampre-ISD. Han blev midlertidigt suspenderet af sit hold i november 2012, efter at han havde indrømmet at han havde udført forsøg med Michele Ferrari, en læge hvis navn er forbundet med mange dopingsager i cykelsporten.

## Død
Michele Scarponi døde den 22. april 2017 efter at være blevet ramt af en lastbil under en træningstur i Filottrano. Den foregående dag, havde han afsluttet Alperne Rundt som nummer fire, hvor han vandt første etape. Han efterlod sig kone og to børn. Han var holdkammerat med danskerne Michael Valgren, Jakob Fuglsang, Jesper Hansen og Matti Breschel.

## Meritter

### Tidslinje over samlede resulter i Grand Tours
| Grand Tour      | 2002 | 2003 | 2004 | 2005 | 2006 | 2007 | 2008 | 2009 | 2010 | 2011 | 2012 | 2013 | 2014 | 2015 | 2016 |
| --------------- | ---- | ---- | ---- | ---- | ---- | ---- | ---- | ---- | ---- | ---- | ---- | ---- | ---- | ---- | ---- |
| Giro d'Italia   | 18   | 16   | —    | 47   | DNF  | —    | —    | 31   | 4    | 1    | 4    | 4    | DNF  | —    | 16   |
| Tour de France  | —    | —    | 32   | —    | —    | —    | —    | —    | —    | —    | 24   | —    | 49   | 41   | —    |
| Vuelta a España | —    | 13   | —    | 11   | —    | —    | —    | —    | —    | DNF  | —    | 15   | —    | —    | 11   |

| —   | Deltog ikke      |
| DNF | Gennemførte ikke |